# Craig Beattie
Craig Beattie (ur. 16 stycznia 1984 w Glasgow) – szkocki piłkarz grający na pozycji napastnika.

## Kariera klubowa
Beattie pochodzi z Glasgow. Jako junior trafił do zespołu Rangers F.C., ale menedżer Dick Advocaat nie poznał się na jego talencie i w efekcie czego młody James podjął treningi w Glasgow Celtic. Do pierwszego zespołu wprowadził go menedżer Martin O’Neill po tym, jak Beattie dobrze spisywał się w 2003 roku w przedsezonowych sparingach. W Celtiku zadebiutował w wygranym 1:0 sierpniowym meczu kwalifikacji Ligi Mistrzów z FBK Kowno. W lidze na boisku pojawiał się sporadycznie i łącznie wystąpił w 10 meczach oraz zdobył pierwszego swojego gola (w zremisowanym 1:1 meczu z Motherwell). Z Celtikiem wywalczył swoje pierwsze w karierze mistrzostwo Szkocji oraz Puchar Szkocji. W sezonie 2004/2005 także nie miał pewnego miejsca w składzie i zagrał w 11 meczach ligowych, zdobywając w nich 4 gole. Z Celtikiem wywalczył drugi raz z rzędu krajowy puchar oraz wicemistrzostwo kraju. Sezon 2005/2006 rozpoczął całkiem udanie i w 3 meczach z rzędu zdobył gole, stając się pierwszym Szkotem od czasów Gerry’ego Cheaneya, który tego dokonał. Zdobył 6 goli w pierwszych trzech miesiącach rozgrywek, jednak w meczu z Dundee United doznał kontuzji, która wyeliminowała Craiga z gry do końca sezonu. Celtic już bez Beattiego został mistrzem Szkocji, a i zdobył kolejny puchar tego kraju. Od początku sezonu 2006/2007 Beattie był rezerwowym dla Jana Vennegoora of Hesselinka, Dereka Riordana, Kenny Miller i Macieja Żurawskiego. Wystąpił w Lidze Mistrzów (1/8 finału) oraz wywalczył po raz kolejny mistrzostwo Szkocji.
Latem 2007 za 1,25 miliona funtów Beattie przeszedł do West Bromwich Albion. Opłata mogłaby wzrosnąć jeszcze o 500 000 funtów, w zależności od ilości jego występów. W styczniu 2008 został wypożyczony do Preston North End, a we wrześniu tego samego roku na miesiąc do Crystal Palace. Rozegrał tam dwa ligowe spotkania. W lutym 2009 roku został ponownie wypożyczony, tym razem trafił do Sheffield United. Do maja w tym zespole rozegrał 13 meczów, po czym powrócił do WBA.
W sierpniu 2009 roku podpisał kontrakt ze Swansea City.
| Sezon   | Klub                 | Kraj    | Rozgrywki               | Mecze | Bramki |
| ------- | -------------------- | ------- | ----------------------- | ----- | ------ |
| 2003/04 | Celtic F.C.          | Szkocja | Scottish Premier League | 10    | 1      |
| 2004/05 | Celtic F.C.          | Szkocja | Scottish Premier League | 11    | 4      |
| 2005/06 | Celtic F.C.          | Szkocja | Scottish Premier League | 13    | 6      |
| 2006/07 | Celtic F.C.          | Szkocja | Scottish Premier League | 16    | 2      |
| 2007/08 | West Bromwich Albion | Anglia  | Championship            | 21    | 3      |
| 2007/08 | Preston North End    | Anglia  | Championship            | 2     | 0      |
| 2008/09 | Crystal Palace       | Anglia  | Championship            | 15    | 5      |
| 2008/09 | West Bromwich Albion | Anglia  | Premiership             | 7     | 1      |
| 2008/09 | Sheffield United     | Anglia  | Championship            | 13    | 1      |
| 2009/10 | West Bromwich Albion | Anglia  | Championship            | 3     | 0      |
| 2009/10 | Swansea City         | Walia   | Championship            | 23    | 3      |
| 2010/11 | Swansea City         | Walia   | Championship            | 22    | 4      |
| 2011/12 | Swansea City         | Walia   | Premier League          | 0     | 0      |
| 2011/12 | Watford              | Anglia  | Championship            | 4     | 1      |
| 2011/12 | Hearts               | Szkocja | Scottish Premier League | 5     | 1      |
| 2012/13 | St Johnstone         | Szkocja | Scottish Premier League | 2     | 0      |
| 2012/13 | Barnet               | Anglia  | League Two              | 5     | 0      |
| 2013/14 | Dundee F.C.          | Szkocja | First Division          | 16    | 4      |

## Kariera reprezentacyjna
Karierę reprezentacyjną Beattie rozpoczął od występów w młodzieżowych drużynach Szkocji U-16 i U-19. W pierwszej reprezentacji Szkocji Craig zadebiutował 3 września 2005 roku w zremisowanym 1:1 domowym meczu z Włochami, rozegranym w ramach eliminacji do Mistrzostw Świata w Niemczech, gdy w 76. minucie zmienił Kenny Millera. Beattie wystąpił także 4 dni później w wygranym 2:1 w Oslo meczu z Norwegią.